# Ciudad de las Artes y las Ciencias
La Ciudad de las Artes y las Ciencias (en valenciano y oficialmente Ciutat de les Arts i les Ciències) es un complejo arquitectónico, cultural y de entretenimiento de la ciudad de Valencia, capital de la Comunidad Valenciana, España.
El complejo, de estilo neofuturista, fue diseñado por Santiago Calatrava y Félix Candela. Fue inaugurado el 9 de junio de 1998 con la apertura de El Hemisférico. El último gran componente de la Ciudad es el Ágora, situado entre el puente de l'Assut de l'Or y l'Oceanogràfic.
La Ciudad de las Artes y las Ciencias está situada al final del viejo cauce del río Turia (jardín del Turia), cauce que se convirtió en jardín en los años 1980, tras el desvío del río por la gran riada de Valencia en 1957. En 2007, fue uno de los ganadores del concurso 12 Tesoros de España.

## Historia

### Orígenes del proyecto

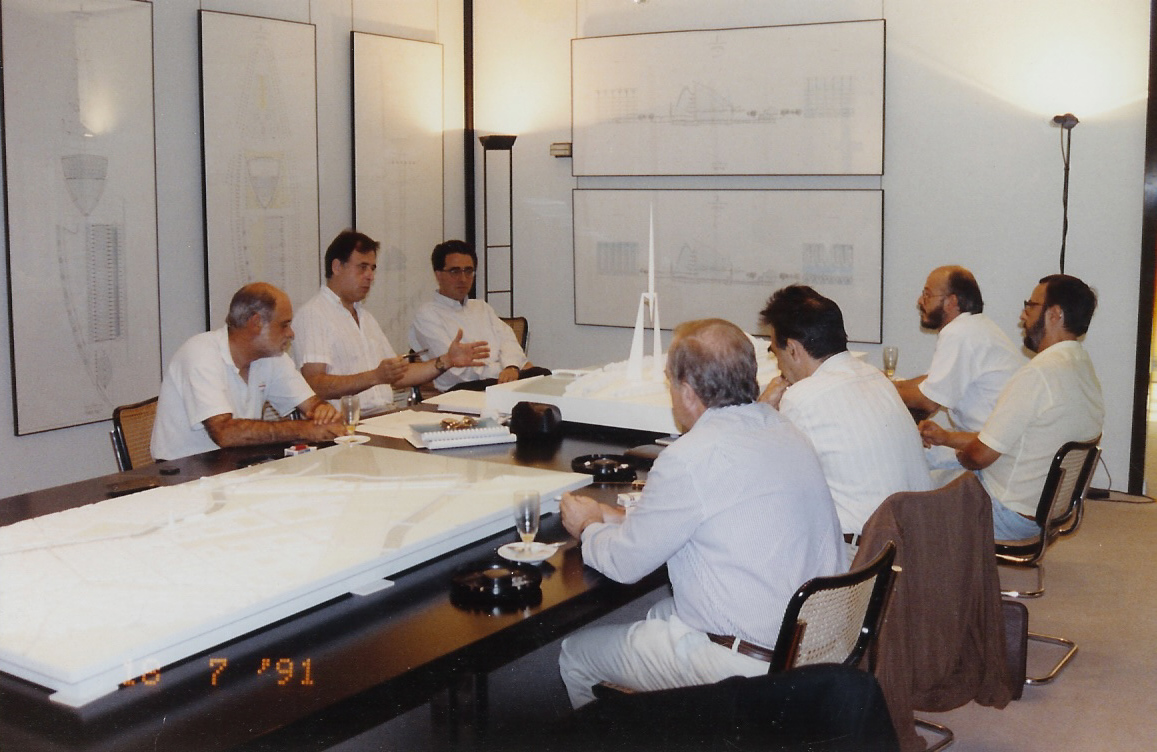
Santiago Calatrava, Antonio Ten Ros y su equipo de dirección ante los primeros planos.

En 1989 el entonces presidente de la Generalidad Valenciana, Joan Lerma, tras una visita a la Cité des sciences et de l'industrie, de París, y a través del entonces director general de planificación y estudios de la Presidencia de la Generalidad Valenciana, José María Bernabé, encargó oficialmente al científico Antonio Ten Ros, la redacción de una primera propuesta de una Ciudad de la Ciencia y la Tecnología para Valencia.
Ten Ros elaboró un primer anteproyecto, titulado "Vilanova, Una Ciudad de las Ciencias para Valencia", que fue presentado oficialmente a la Generalidad en mayo de 1989. Tras él, se le encargó formalmente, en 1990, la dirección de la redacción de un anteproyecto general, por importe de 92 650 000 pesetas (556 000 euros), a gestionar por la Universidad de Valencia. Antonio Ten Ros constituyó un equipo de 56 científicos, museólogos y diseñadores, entre los que incluyó al prof. José María López Piñero como responsable del espacio "Un paseo por la historia", que presentó el anteproyecto, en 32 volúmenes, al presidente Lerma, en el Palacio de la Generalidad, el 21 de diciembre de 1991.
El museo iba a ser el centro a partir del cual giraría un complejo, mitad cultural, mitad turístico, que iba a servir para "hacer de Valencia un lugar emblemático", según expresó el propio Lerma en la presentación de las obras, dos años después. La Ciudad de las Ciencias, que era el nombre que el gobierno autonómico daba a la iniciativa, constaba de una torre de comunicaciones de 382 metros de altura —la tercera más alta del mundo en aquellos momentos—, un cine IMAX, con planetario, para lo que se integró en el equipo de Ten Ros al entonces director de "La Géode", de París, Armand Benatar, y el museo de carácter científico. El coste total de las obras se estimaba en unos 20 000 millones de pesetas, unos 120 millones de euros.

#### Inicio de las obras
En mayo de 1991, el Consell aprobó la expropiación de terrenos. El director general de Presidencia, José María Bernabé, también responsable de una entonces prevista torre de telecomunicaciones a ubicar en terrenos de Paterna, encargada al arquitecto Santiago Calatrava, propuso a este como diseñador arquitectónico de ambos proyectos, unidos en el espacio urbanístico de "las Moreras". A finales de aquel año, dio luz verde a la constitución de VACICO S.A., empresa pública administradora del proyecto en su conjunto. Discrepancias en la concepción y funcionalidad de los espacios expositivos llevaron al Dr. Ten Ros a apartarse del proyecto en mayo de 1993. Las obras se iniciaron a finales de 1994. Integrados ambos proyectos bajo la dirección facultativa de Santiago Calatrava, y sin otro proyecto de contenidos, se aprobaron los proyectos arquitectónicos y urbanísticos del espacio de Las Moreras.

#### Paralización y redefinición del proyecto
Con las obras adjudicadas y los fundamentos de la torre construidos, el PP accedió a la Generalidad y al poco tiempo detuvo el proyecto. José Luis Olivas, consejero de Economía y Hacienda, ordenó la paralización de las obras y anunció que el gobierno autonómico rediseñaría la Ciudad de las Ciencias "con una filosofía distinta". Tras cuatro meses de agria polémica el gobierno autonómico decidió retomar el proyecto de Santiago Calatrava, aunque no de la torre de comunicaciones, donde situaría un gran surtidor de agua bautizado como "el chorrito" por algunos medios de comunicación. Finalmente tras la polémica fue cancelado.
La redefinición del complejo añadía el arte a la ciencia para conformar la Ciudad de las Artes y las Ciencias, que mantenía dos de los edificios proyectados por el gobierno de Lerma (el museo de las ciencias y el cine IMAX con planetario), sustituía el icono de la iniciativa socialista —la torre—, por un palacio de la ópera y añadía un nuevo elemento: un parque oceanográfico (l'Oceanogràfic). Calatrava rediseñó su trabajo inicial y, el 20 de junio de 1996, presentó su segundo proyecto, en el que él se haría cargo del diseño de tres de los edificios: L'Hemisfèric en forma de ojo humano, el Palacio de las Artes, y el Museo de las Ciencias. El hispano-mexicano Félix Candela, uno de los maestros del arquitecto valenciano, elaboraría el L'Oceanogràfic. Después de dos años paradas, las obras se reanudaron en 1997, terminado dichas obras los ingenieros Alberto Domingo y Carlos Lázaro, autores del diseño estructural de la cubierta del Restaurante Submarino del L'Oceanografic.

### Inauguración
En abril de 1998 abrió sus puertas al público L'Hemisfèric. Once meses después, a las puertas de unas elecciones, el presidente Eduardo Zaplana inauguró el Museo de las Ciencias Príncipe Felipe, aunque las obras no estaban terminadas. El museo se abrió al público veinte meses después. El 14 de febrero de 2003, se abrió L'Oceanogràfic, el mayor acuario construido en Europa. Y el 8 de octubre de 2005 la obra total se culminó con la apertura del Palacio de las Artes Reina Sofía, que perdió su condición inicial de sede de la Filmoteca valenciana para convertirse en el teatro de la ópera de Valencia.

## Contenido

### Hemisfèric

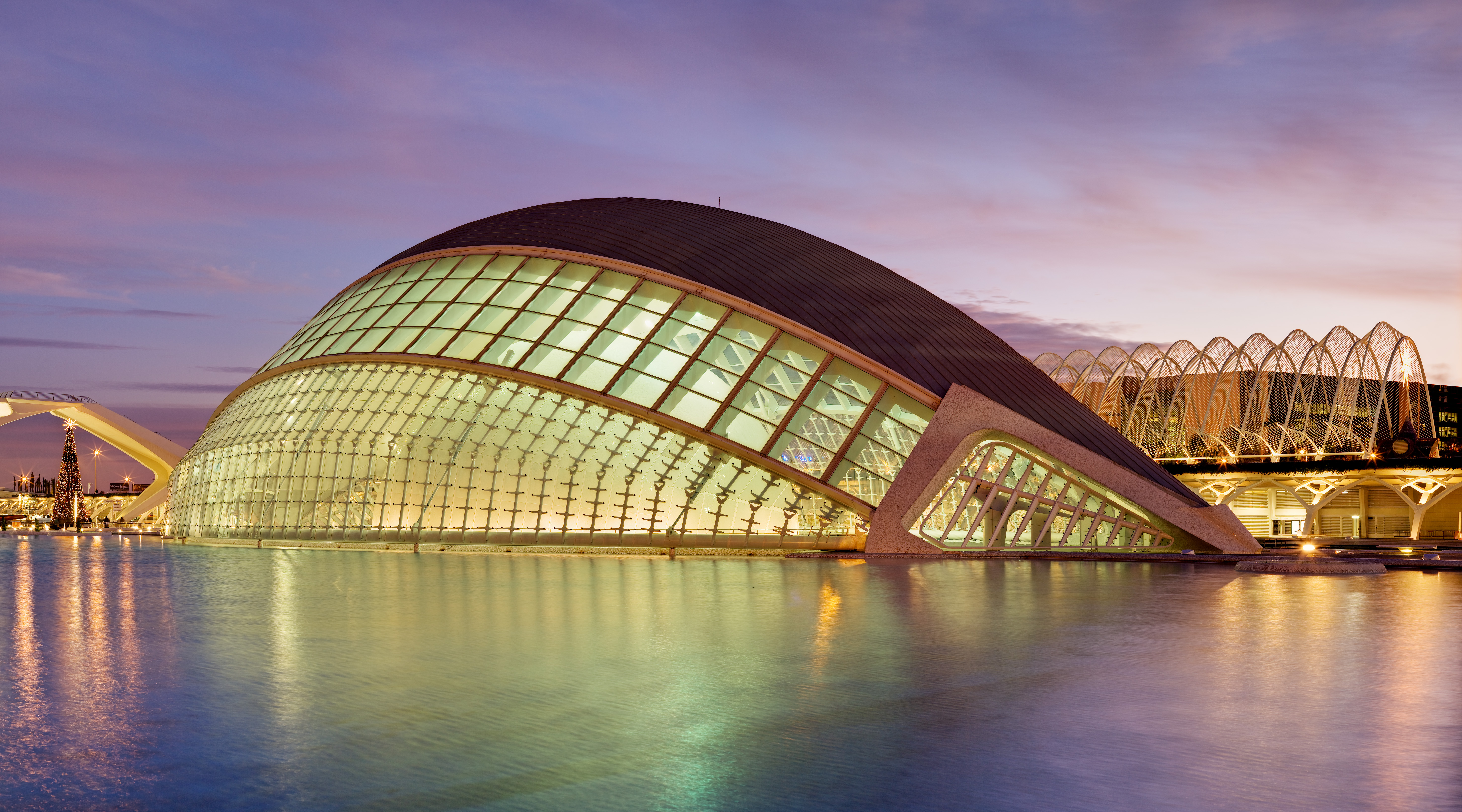
Hemisférico.

Con forma de ojo. Sala de proyecciones de cine IMAX, planetario y Láser. Dispone de una superficie aproximada de 13 000 m². 
Es la sala más grande de España que alberga tres sistemas de proyección en una pantalla cóncava de 900 m²:
- Cine en gran formato, IMAX Dome.
- Cine digital 3D. Medidas de la pantalla 3D, rectángulo de aproximadamente 16x8 metros.
- Proyecciones digitales. Representaciones astronómicas y espectáculos de entretenimiento.

#### Museo de las Ciencias Príncipe Felipe

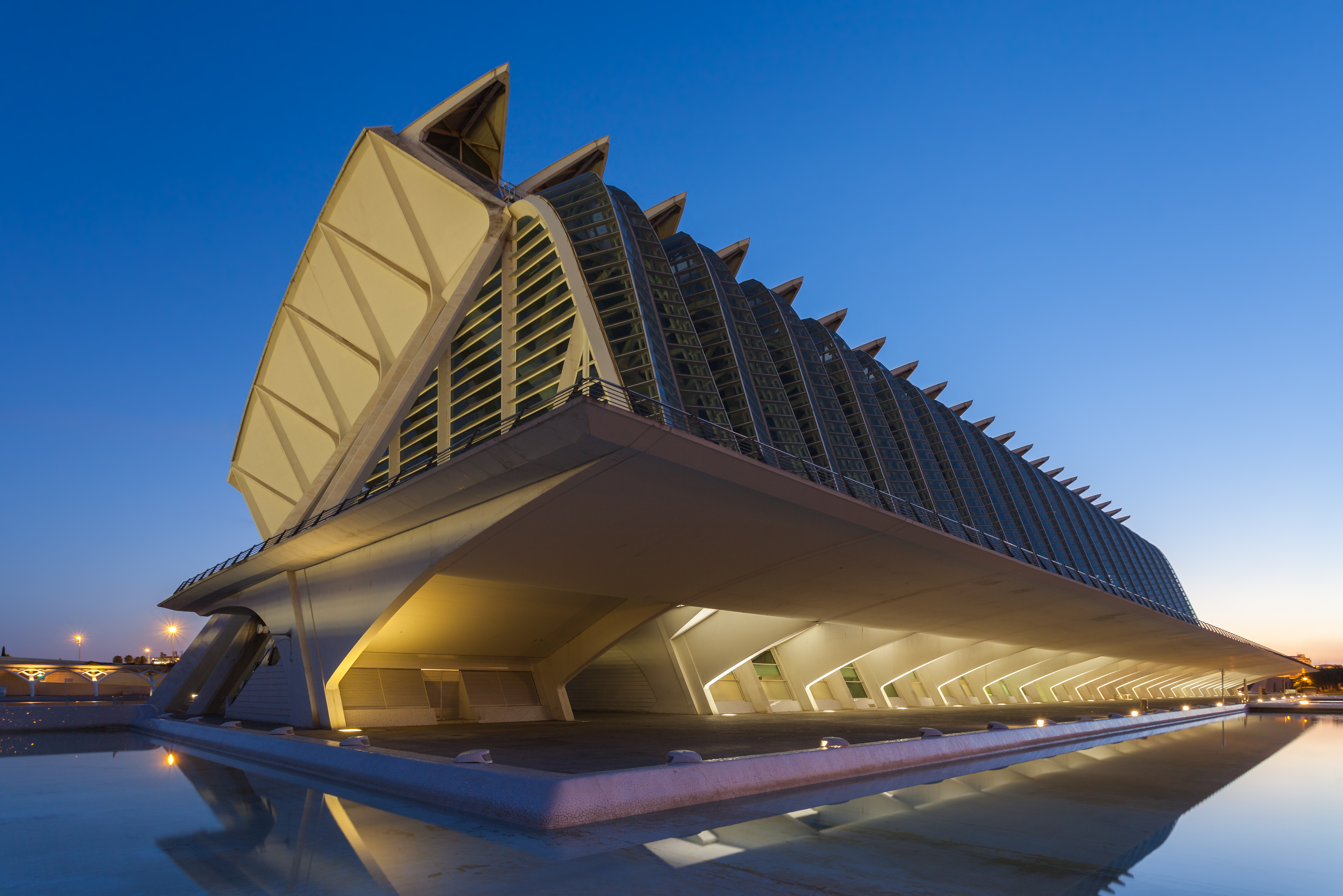
Museo de las Ciencias Príncipe Felipe

Es un museo interactivo de ciencia. Ocupa alrededor de 40 000 m² repartidos en tres pisos. La diversidad de exposiciones interactivas y las numerosas actividades de divulgación que vienen desarrollándose en el museo han culminado en un importante éxito de público, que sin duda ha respondido calurosamente a la propuesta de divulgar y difundir la ciencia y la tecnología desde la diversión y el entretenimiento, pero sin renunciar al mínimo rigor científico necesario a la hora de abordar los temas que se tratan.
En todas esas actividades de divulgación, la experiencia en directo sigue siendo la forma más estimulante y divertida de adquirir conocimiento científico. Por eso, además de las exposiciones, el museo ofrece un completo programa de animación científica, que fomenta la participación del público y su colaboración con los monitores.

#### Umbracle

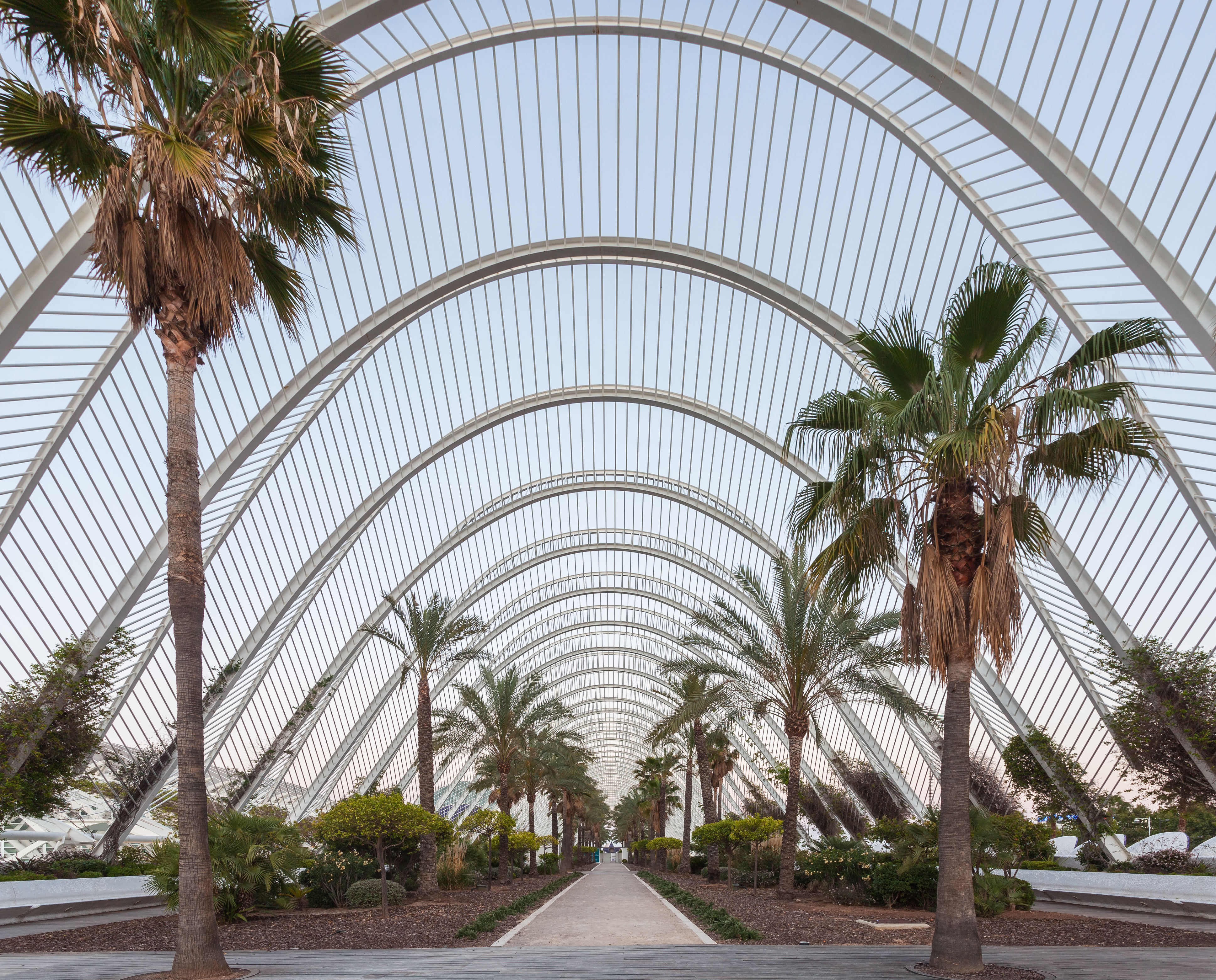
Umbráculo

Paseo ajardinado con especies vegetales autóctonas de la Comunidad Valenciana (jara, lentisca, romero, lavanda, madreselva, buganvilla, palmeras,...) cubierto por arcos flotantes desde donde se puede ver todo el complejo de la Ciudad de las Artes y las Ciencias. Alberga en su interior El Paseo de las Esculturas, una galería de arte al aire libre con esculturas de autores contemporáneos (Miquel Navarro, Francesc Abad, Yōko Ono y otros).
El Umbracle es un mirador de más de 17 500 m² con zona expositiva desde el que se puede contemplar la globalidad de edificios, estanques, paseos y zonas ajardinadas de la Ciutat de les Arts i les Ciències.
Presenta vegetación propia de la región mediterránea, de la Comunitat Valenciana y de países tropicales, que varía a lo largo de las estaciones del año, y donde además existe una interesante muestra de esculturas contemporáneas en el paseo del Arte, de libre acceso. También en el Umbracle los visitantes pueden pasear mientras aprenden astronomía en el interesante jardín de Astronomía.
En su interior alberga el aparcamiento de la Ciutat de les Arts i les Ciències.

#### Oceanográfico

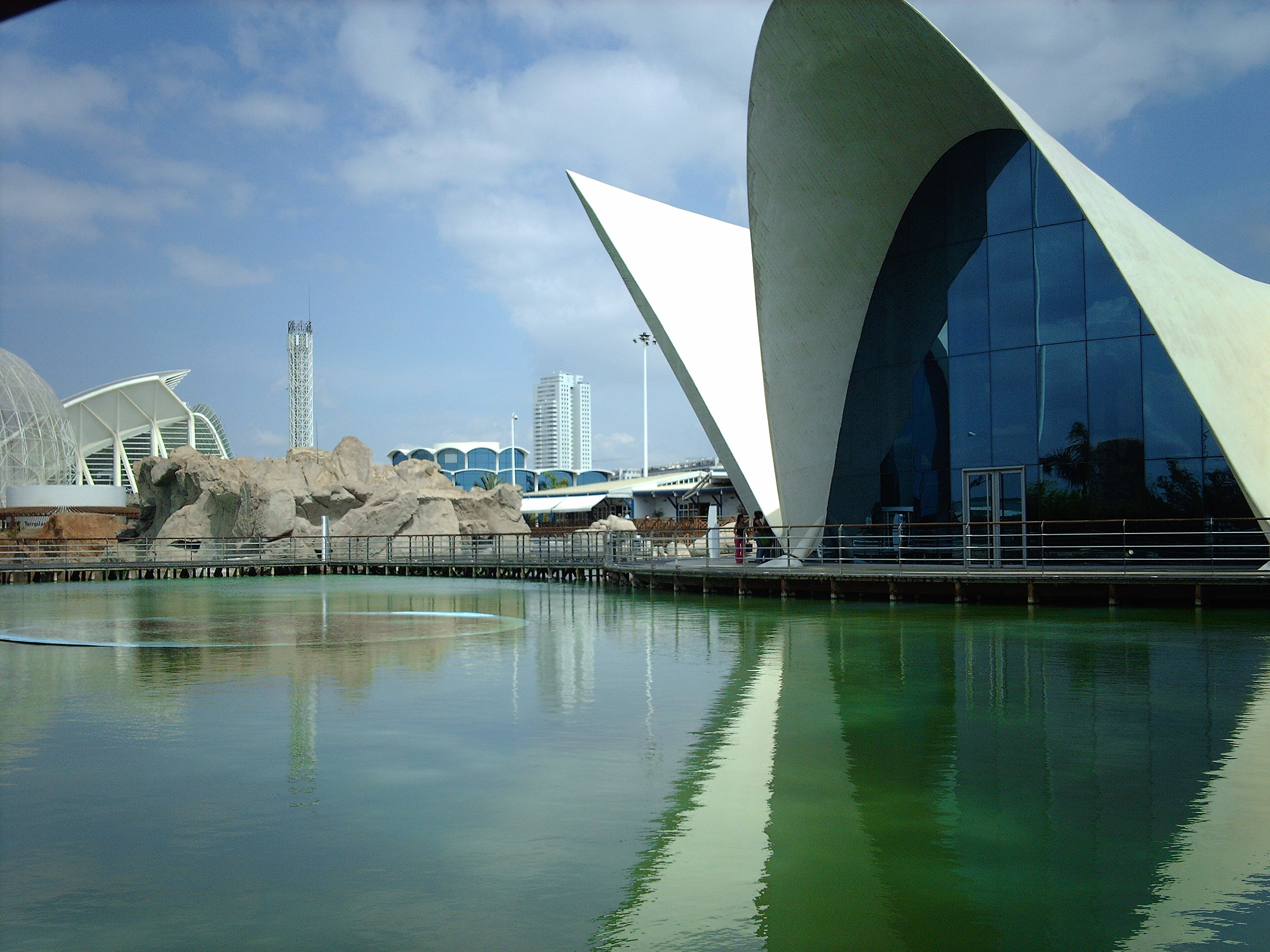
Oceanográfico.

Es el acuario oceanográfico más grande de Europa con 110 000 m² y 42 millones de litros de agua. Su cubierta en forma de nenúfar es obra del arquitecto valenciano Adrián Peláez Coronado. El diseño estructural de las cubiertas es de los ingenieros Alberto Domingo y Carlos Lázaro. Se representan los principales ecosistemas marinos del planeta. Cada edificio se identifica con los siguientes ambientes acuáticos: Mediterráneo, Humedales, Mares Templados y Tropicales, Océanos, Antártico, Ártico, Islas y Mar Rojo, además del Delfinario, con 24 millones de litros de agua y una profundidad de 10,5 metros. El restaurante submarino y el edificio de acceso que da la bienvenida a los visitantes, destacan por las espectaculares cubiertas diseñadas por Félix Candela.

#### Palacio de las Artes Reina Sofía

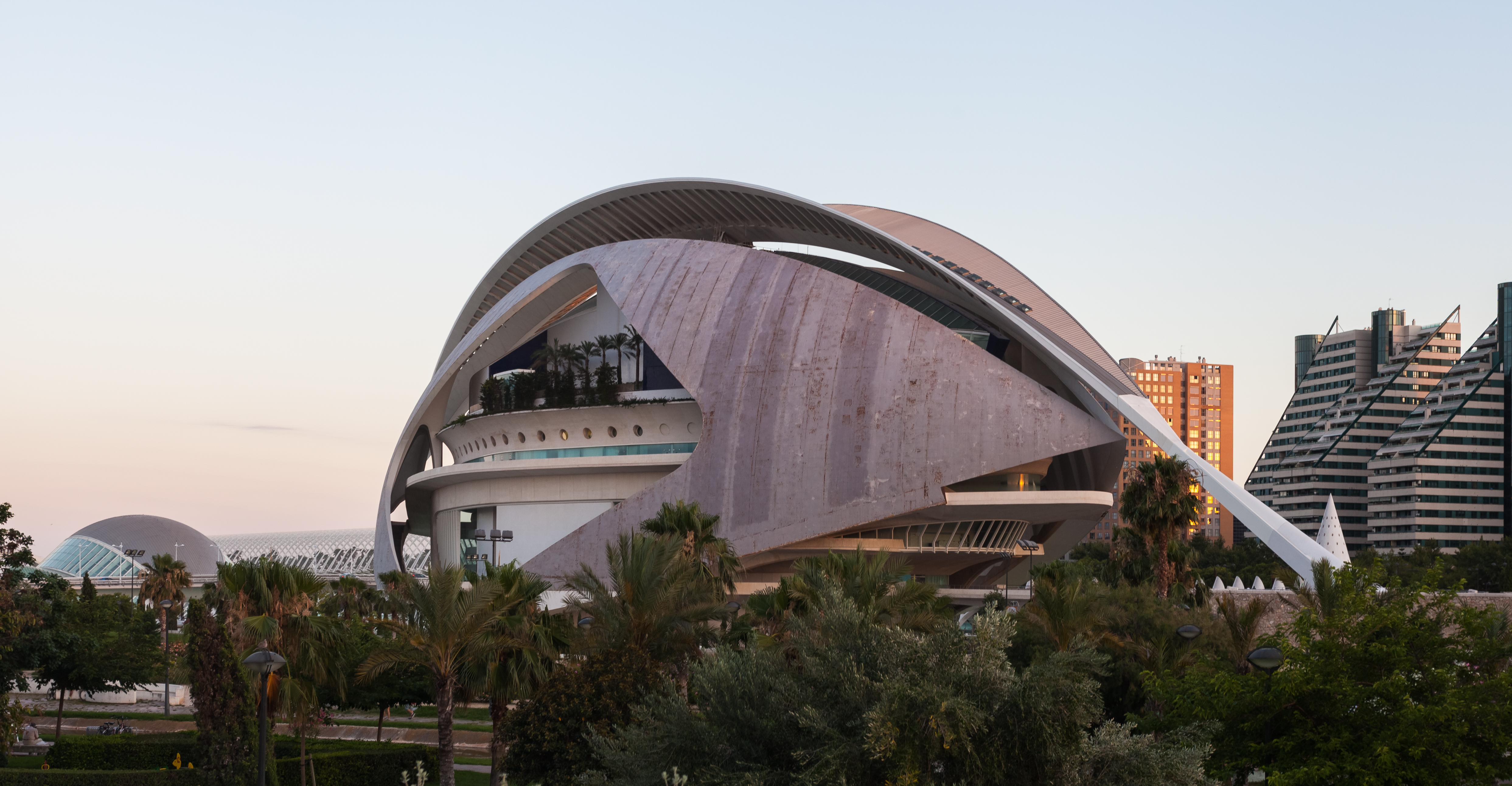
Palacio de las Artes Reina Sofía.

Con cuatro grandes salas: una sala principal, aula magistral, anfiteatro y teatro de cámara. Sala de exposiciones. Está dedicado a la música y a las artes escénicas. Está cubierto por una pluma metálica.

#### Puente del Azud del Oro

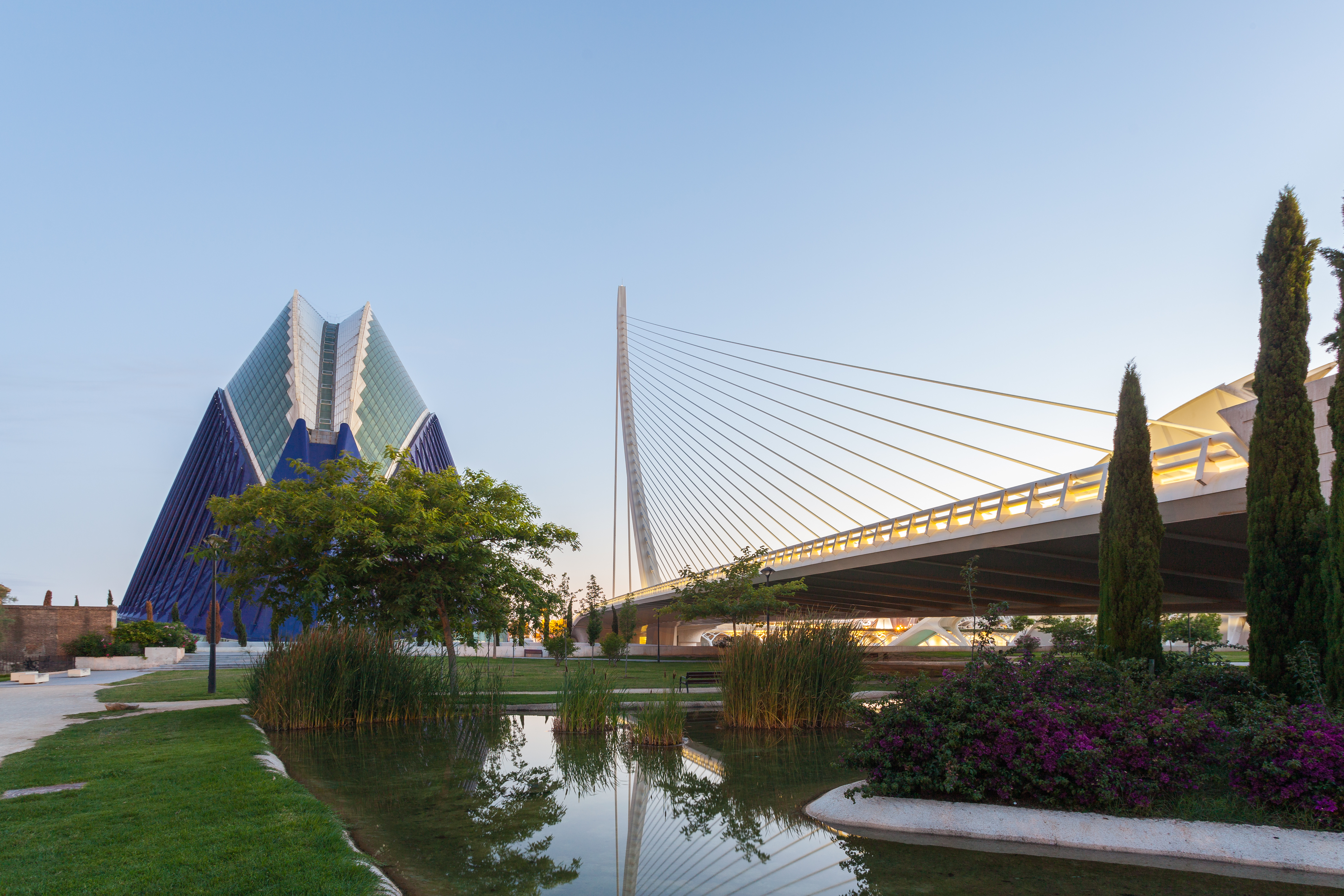
Puente del Azud del Oro.

El puente comunica la ronda sur con la calle Menorca, y cuyo pilono de 125 metros de altura es el punto más alto de la ciudad.

#### Ágora

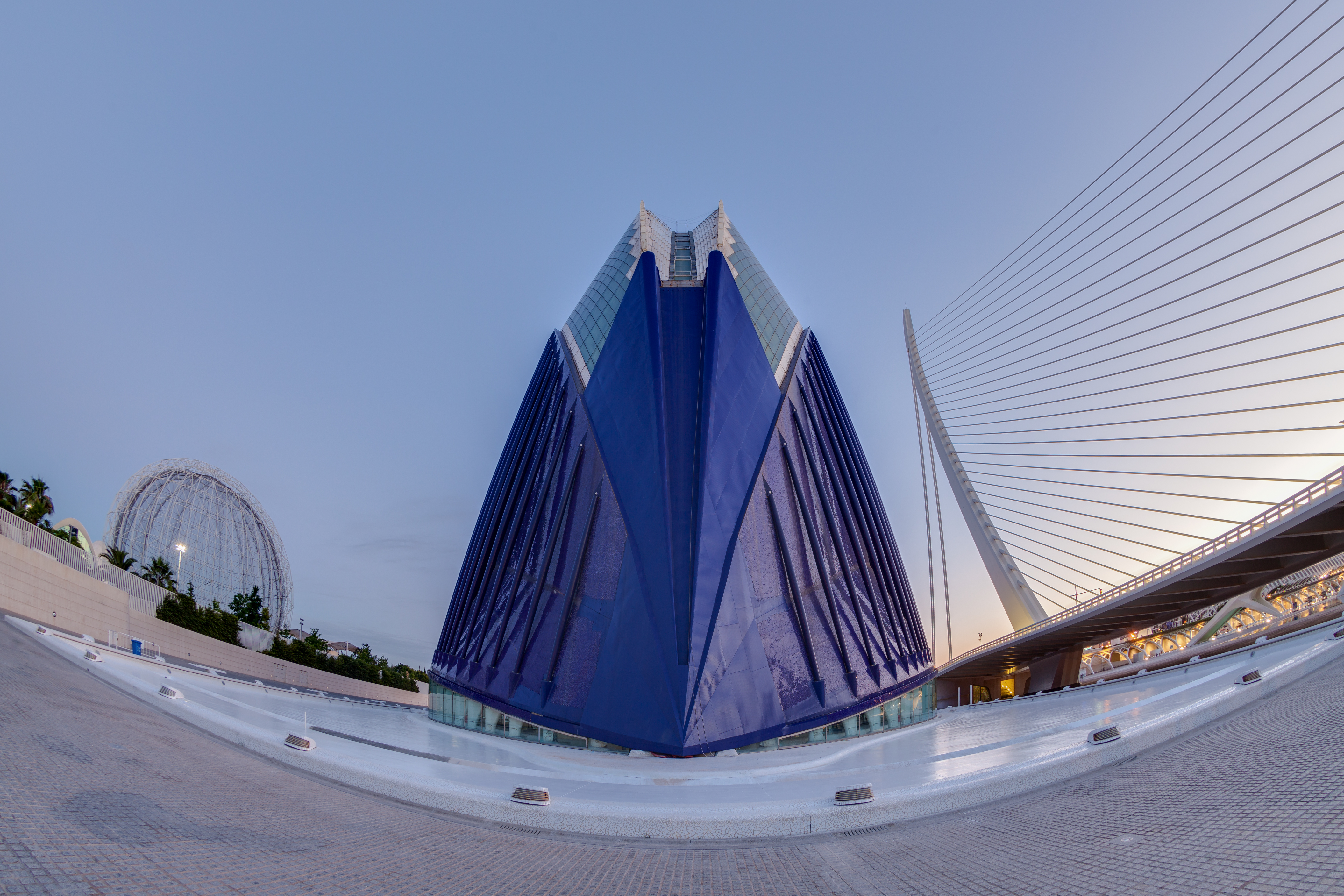
Ágora.

Una plaza cubierta en la que se han celebrado conciertos y eventos deportivos, como el Torneo de Valencia. Está previsto que a partir de 2022 sea una nueva sede de CaixaForum.

#### Las Torres de Santiago Calatrava
Formaban parte de un proyecto que en un principio (año 2004) consistía en la construcción de cuatro rascacielos 280, 260, 240 y 220 metros de altura. Posteriormente, el proyecto se redujo a tres rascacielos de 308 m, 266 m y 220 m, denominados Valencia, Castellón y Alicante. El coste de construcción de los edificios se cifró en 450 millones, cantidad que frenó la iniciativa.

#### Torre de Telecomunicaciones
Se trataba de una torre de telecomunicaciones de 382 metros de altura cuya construcción fue adjudicada en febrero de 1995, con un presupuesto de 14 026 millones de pesetas (84,3 millones de euros). Considerada el principal elemento de la Ciudad de las Ciencias, su construcción fue cancelada en 1996.

### Eventos
Principales tipos de eventos atendidos: conferencias, congresos, convenciones, eventos deportivos, incentivos, lanzamientos de producto, recepciones, bodas, rodaje spot publicitario el Festival de les Arts, además de haber sido el Lugar de rodaje de Tomorrowland (película), representando una ciudad moderna y futurista, declarándose así como la ciudad del futuro.